# Shōnan jun’ai gumi!
Shōnan jun'ai gumi! (jap. 湘南純愛組!) – shōnen-manga autorstwa Tōru Fujisawy. Publikowana w czasopiśmie Shūkan Shōnen Magazine od 26 września 1990 do 18 września 1996. Manga opowiada o czasach szkolnych Eikichiego Onizuki oraz Ryujiego Danmy, późniejszych członków gangu Oni Baku. 
W 1994 roku została zekranizowana w formia serii OVA o tym samym tytule opierająca się na mandze.
Kontynuacją tej mangi są takie tytuły jak:
- Bad Company
- Great Teacher Onizuka
- GTO: Shonan 14 Days
- GTO: Paradise Lost